# Droits de l'homme au Botswana
Les droits de l'homme au Botswana sont protégés par la constitution. Le rapport 2009 sur les droits de l'homme du département d'État américain note qu'en général, le gouvernement du Botswana respecte les droits de ses citoyens.

## Constitution
La constitution du Botswana traite des principes des droits de l'homme tels que la liberté d'expression, la liberté de réunion et le droit à la vie.

## Problèmes

### Liberté d'expression et de la presse
La constitution aborde la notion de liberté d'expression et celle-ci est généralement respectée par le gouvernement.

### Peine de mort
La Haute Cour de Johannesburg, en Afrique du Sud, a décrit le Botswana comme un « État paria non synchronisé avec la majorité des pays africains qui ont abandonné ou refusent d'appliquer la peine de mort ». Trente-deux personnes ont été pendues au Botswana entre l'indépendance en 1966 et 1998 et six autres ont été exécutées entre 2001 et 2006.

### Indigènes
De nombreux indigènes du peuple San ont été déplacés de force de leurs terres vers des réserves. Pour les faire déménager, on leur refuse l'accès à l'eau de leur terre et ils sont arrêtés s'ils chassent, ce qui est leur principale source de nourriture. Leurs terres se trouvent au milieu du gisement de diamants le plus riche du monde. Officiellement, le gouvernement nie tout lien avec l'exploitation minière et prétend que la relocalisation vise à préserver la faune et l'écosystème, même si le peuple San vit de manière durable sur la terre depuis des millénaires. Dans les réserves, ils peinent à trouver un emploi et l'alcoolisme sévit.

## Situation historique
Le tableau suivant montre les notes du Botswana depuis 1972 dans les rapports Freedom in the World, publiés chaque année par Freedom House. Une note de 1 correspond à « libre », tandis qu'une note de 7 correspond à « pas libre »  .
| Année | Droits civiques | Libertés publiques | Statut              | Président     |
| ----- | --------------- | ------------------ | ------------------- | ------------- |
| 1972  | 3               | 4                  | Partiellement libre | Seretse Khama |
| 1973  | 2               | 3                  | Libre               | Seretse Khama |
| 1974  | 2               | 3                  | Libre               | Seretse Khama |
| 1975  | 2               | 3                  | Libre               | Seretse Khama |
| 1976  | 2               | 3                  | Libre               | Seretse Khama |
| 1977  | 2               | 3                  | Libre               | Seretse Khama |
| 1978  | 2               | 3                  | Libre               | Seretse Khama |
| 1979  | 2               | 2                  | Libre               | Seretse Khama |
| 1980  | 2               | 3                  | Libre               | Seretse Khama |
| 1981  | 2               | 3                  | Libre               | Quett Masire  |
| 1982  | 2               | 3                  | Libre               | Quett Masire  |
| 1983  | 2               | 3                  | Libre               | Quett Masire  |
| 1984  | 2               | 3                  | Libre               | Quett Masire  |
| 1985  | 2               | 3                  | Libre               | Quett Masire  |
| 1986  | 2               | 3                  | Libre               | Quett Masire  |
| 1987  | 2               | 3                  | Libre               | Quett Masire  |
| 1988  | 2               | 3                  | Libre               | Quett Masire  |
| 1989  | 1               | 2                  | Libre               | Quett Masire  |
| 1990  | 1               | 2                  | Libre               | Quett Masire  |
| 1991  | 1               | 2                  | Libre               | Quett Masire  |
| 1992  | 1               | 2                  | Libre               | Quett Masire  |
| 1993  | 2               | 3                  | Libre               | Quett Masire  |
| 1994  | 2               | 3                  | Libre               | Quett Masire  |
| 1995  | 2               | 2                  | Libre               | Quett Masire  |
| 1996  | 2               | 2                  | Libre               | Quett Masire  |
| 1997  | 2               | 2                  | Libre               | Quett Masire  |
| 1998  | 2               | 2                  | Libre               | Quett Masire  |
| 1999  | 2               | 2                  | Libre               | Festus Mogae  |
| 2000  | 2               | 2                  | Libre               | Festus Mogae  |
| 2001  | 2               | 2                  | Libre               | Festus Mogae  |
| 2002  | 2               | 2                  | Libre               | Festus Mogae  |
| 2003  | 2               | 2                  | Libre               | Festus Mogae  |
| 2004  | 2               | 2                  | Libre               | Festus Mogae  |
| 2005  | 2               | 2                  | Libre               | Festus Mogae  |
| 2006  | 2               | 2                  | Libre               | Festus Mogae  |
| 2007  | 2               | 2                  | Libre               | Festus Mogae  |
| 2008  | 2               | 2                  | Libre               | Festus Mogae  |
| 2009  | 3               | 2                  | Libre               | Ian Khama     |
| 2010  | 3               | 2                  | Libre               | Ian Khama     |
| 2011  | 3               | 2                  | Libre               | Ian Khama     |
| 2012  | 3               | 2                  | Libre               | Ian Khama     |
| 2013  | 3               | 2                  | Libre               | Ian Khama     |
| 2014  | 3               | 2                  | Libre               | Ian Khama     |

## Traités internationaux
Les positions du Botswana sur les traités internationaux relatifs aux droits de l'homme sont les suivantes :
| Traité | Organisation  | Introduit | Signé | Ratifié |
| --- | ------------- | --------- | ----- | ------- |
| Convention pour la prévention et la répression du crime de génocide                                                                          | Nations unies | 1948      | -     | -       |
| Convention internationale sur l'élimination de toutes les formes de discrimination raciale                                                   | Nations unies | 1966      | -     | 1974    |
| Pacte international relatif aux droits économiques, sociaux et culturels                                                                     | Nations unies | 1966      | -     | -       |
| Pacte international relatif aux droits civils et politiques                                                                                  | Nations unies | 1966      | 2000  | 2000    |
| Premier protocole facultatif au Pacte international relatif aux droits civils et politiques                                                  | Nations unies | 1966      | -     | -       |
| Convention sur l'imprescriptibilité des crimes de guerre et des crimes contre l'humanité                                                     | Nations unies | 1968      | -     | -       |
| Convention internationale sur l'élimination et la répression du crime d'apartheid                                                            | Nations unies | 1973      | -     | -       |
| Convention sur l'élimination de toutes les formes de discrimination à l'égard des femmes                                                     | Nations unies | 1979      | -     | 1996    |
| Convention contre la torture et autres peines ou traitements cruels, inhumains ou dégradants                                                 | Nations unies | 1984      | 2000  | 2000    |
| Convention relative aux droits de l'enfant                                                                                                   | Nations unies | 1989      | -     | 1995    |
| Deuxième protocole facultatif se rapportant au Pacte international relatif aux droits civils et politiques, visant à abolir la peine de mort | Nations unies | 1989      | -     | -       |
| Convention internationale sur la protection des droits de tous les travailleurs migrants et des membres de leur famille                      | Nations unies | 1990      | -     | -       |
| Protocole facultatif à la Convention sur l'élimination de toutes les formes de discrimination à l'égard des femmes                           | Nations unies | 1999      | -     | 2007    |
| Protocole facultatif à la Convention relative aux droits de l'enfant concernant l'implication d'enfants dans les conflits armés              | Nations unies | 2000      | 2003  | 2004    |
| Protocole facultatif sur la vente d'enfants, la prostitution des enfants et la pornographie mettant en scène des enfants                     | Nations unies | 2000      | -     | 2003    |
| Convention relative aux droits des personnes handicapées                                                                                     | Nations unies | 2006      | -     | -       |
| Protocole facultatif à la Convention relative aux droits des personnes handicapées                                                           | Nations unies | 2006      | -     | -       |
| Convention internationale pour la protection de toutes les personnes contre les disparitions forcées                                         | Nations unies | 2006      | -     | -       |
| Protocole facultatif au Pacte international relatif aux droits économiques, sociaux et culturels                                             | Nations unies | 2008      | -     | -       |
| Protocole facultatif à la Convention relative aux droits de l'enfant sur une procédure de communication                                      | Nations unies | 2011      | -     | -       |